# Summer of Love (Cascada-dal)
A Summer of Love a Cascada első kislemeze a Back on the Dancefloor válogatásalbumról.

## Háttér
Natalie Horler 2012 januárjában bejelentette, hogy készül egy új kislemez. A kiadás a lemez promotálása napján volt, 2012. március 30-án. Megjelent többek között az Egyesült Államokban, Svájcban, Németországban és az Egyesült Királyságban.

## Számlista
- Summer of Love (video edit)
- Summer of Love (Michael Mind Project Radio Edit)
- Summer of Love (Ryan T. & Rick M. Radio Edit)
- Summer of Love (Extended mix)
- Summer of Love (Michael Mind Project Remix)
- Summer of Love (Ryan T. & Rick M. Remix)

## Fordítás
Ez a szócikk részben vagy egészben  a   Summer of Love (Cascada song) című angol Wikipédia-szócikk fordításán alapul.  Az eredeti cikk szerkesztőit annak laptörténete sorolja fel. Ez a jelzés csupán a megfogalmazás eredetét és a szerzői jogokat jelzi, nem szolgál a cikkben szereplő információk forrásmegjelöléseként.